# Siffleur des Moluques
Pachycephala phaionota
Espèce
Synonymes
- Pachycephala phaionotus

Statut de conservation UICN

 LC  : Préoccupation mineure
Le Siffleur des Moluques (Pachycephala phaionota) est une espèce d'oiseau appartenant à la famille des Pachycephalidae.

## Répartition
Il est endémique d'Indonésie (Moluques et îles avoisinantes de Nouvelle-Guinée occidentale).

## Habitat
Son habitat naturel est les forêts sèches tropicales et subtropicales en plaine et les mangroves.